# Оксфорд-стрит

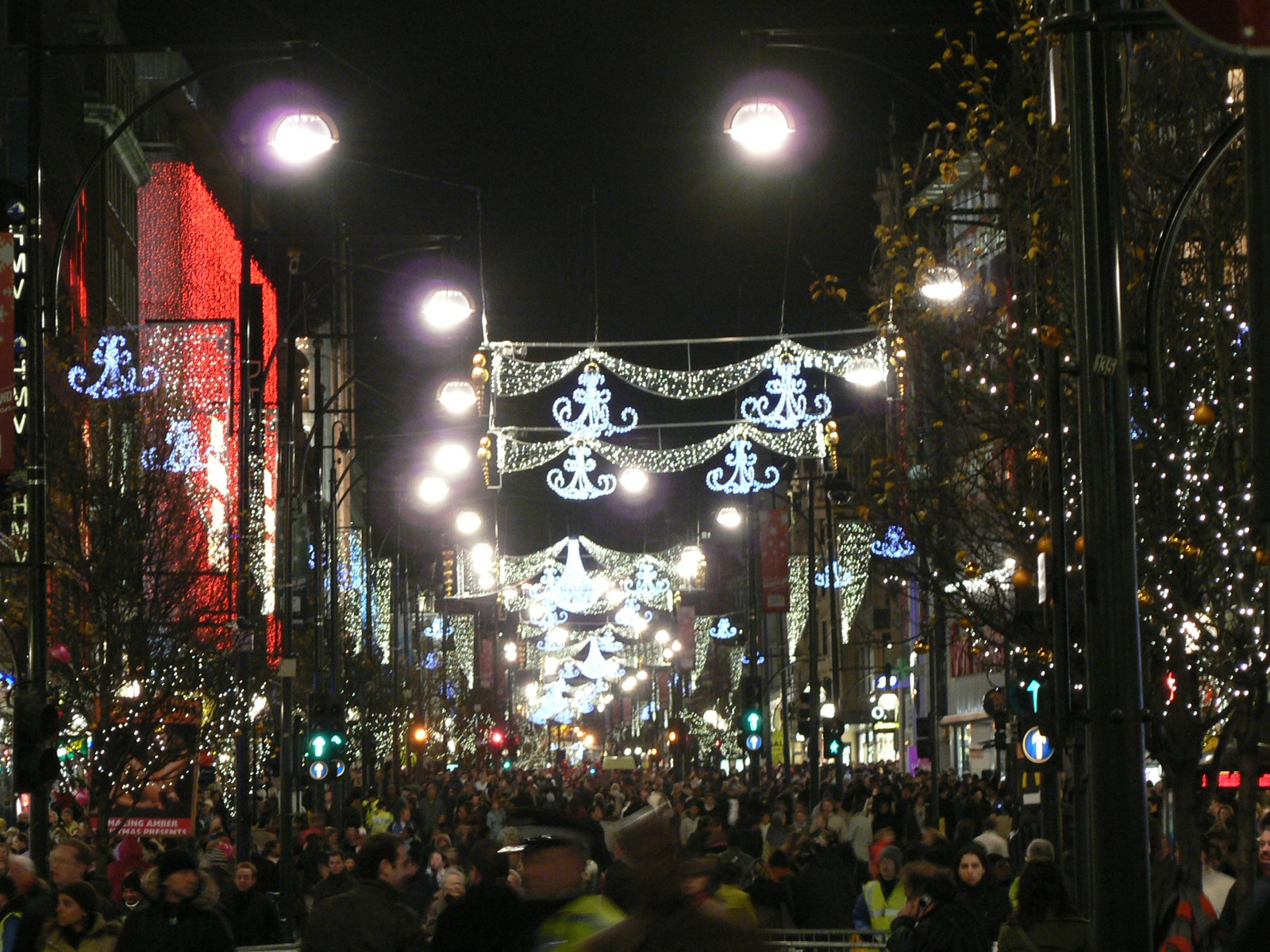
Ночные огни Оксфорд-стрит

Оксфорд-стрит (англ. Oxford Street) — лондонская улица, одна из основных в Вестминстере. Самая оживлённая торговая улица (548 торговых точек), известна главным образом своими фешенебельными магазинами. Начинается в Вестминстере у Мраморной арки (северо-восточный угол Гайд-парка) и ведёт на восток в сторону Холборна. Раньше была частью Лондон-Оксфорд-роуд, которая брала начало в Ньюгейте.  Сегодня часть шоссе A40. Длина улицы составляет 2,4 километра. На улице расположены станции Лондонского метрополитена «Марбл-Арч», «Бонд-стрит», «Оксфордская площадь», «Тоттенхэм-Корт-роуд». На каждое Рождество улица украшается праздничными огнями. По традиции в ноябре их зажигают знаменитости. В 1968—1993 годах по этой улице курсировал «белковый человек» Стэнли Грин.